# Tre passi a nord
Tre passi a nord (Three Steps North) è un film poliziesco noir italo-americano del 1951, diretto da W. Lee Wilder e scritto da Lester Fuller.

## Trama
Congedato con disonore dopo un periodo di quattro anni in una prigione militare per aver fatto commercio clandestino mentre era di stanza in Italia durante la seconda guerra mondiale, l'ex soldato americano Frank Keeler (Lloyd Bridges) vuole recuperare una grossa somma di denaro che ha seppellito vicino ad Amalfi prima del suo arresto. Tuttavia, il suo piano per il recupero risulta essere più difficile del previsto quando la polizia si interessa 
a lui ed inizia a pedinarlo, mentre i loschi personaggi locali capiscono il vero motivo della sua presenza.